# Стентон (Каліфорнія)
Стентон (англ. Stanton) — місто (англ. city) в США, в окрузі Орандж штату Каліфорнія. Населення — 37 962 особи (2020).

## Географія
Стентон розташований за координатами 33°48′1″ пн. ш. 117°59′36″ зх. д. / 33.80028° пн. ш. 117.99333° зх. д. (33.800166, -117.993399). За даними Бюро перепису населення США в 2010 році місто мало площу 8,16 км², уся площа — суходіл.

## Демографія
Згідно з переписом 2010 року, у місті мешкало 38 186 осіб у 10 825 домогосподарствах у складі 8209 родин. Густота населення становила 4681 особа/км². Було 11283 помешкання (1383/км²).
Расовий склад населення:
| - 44,5 % — білих - 23,1 % — азіатів - 2,2 % — чорних або афроамериканців - 1,1 % — корінних американців - 0,6 % — вихідців з тихоокеанських островів - 24,3 % — осіб інших рас |

До двох чи більше рас належало 4,2 %. Частка іспаномовних становила 50,8 % від усіх жителів.
За віковим діапазоном населення розподілялося таким чином: 27,7 % — особи молодші 18 років, 62,3 % — особи у віці 18—64 років, 10,0 % — особи у віці 65 років та старші. Медіана віку мешканця становила 33,0 року. На 100 осіб жіночої статі у місті припадало 98,0 чоловіків; на 100 жінок у віці від 18 років та старших — 95,8 чоловіків також старших 18 років.
Середній дохід на одне домашнє господарство становив 60 025 доларів США (медіана — 46 801), а середній дохід на одну сім'ю — 61 626 доларів (медіана — 47 210). Медіана доходів становила 36 948 доларів для чоловіків та 31 941 долар для жінок. За межею бідності перебувало 21,8 % осіб, у тому числі 33,6 % дітей у віці до 18 років та 13,9 % осіб у віці 65 років та старших.
Цивільне працевлаштоване населення становило 17 415 осіб. Основні галузі зайнятості: виробництво — 18,4 %, освіта, охорона здоров'я та соціальна допомога — 16,6 %, роздрібна торгівля — 12,2 %, мистецтво, розваги та відпочинок — 12,0 %.